# ENEA (Itália)
A Agenzia nazionale per le nuove tecnologie, l'energia e lo sviluppo economico sostenibile (ENEA) (Agência Nacional para as Novas Tecnologias, Energia e Desenvolvimento Econômico Sustentável) é uma agência do governo italiano destinada a  pesquisa e desenvolvimento. A agência compromete-se a investigação em áreas que vão ajudar a desenvolver e melhorar a competitividade e o emprego italianos, protegendo o meio ambiente.

## História
Inicialmente (em 1982), ENEA era sigla uma para Energia Nucleare ed Energie Alternativa ("Energia atômica e alternativa") de acordo com sua declaração de missão.
Depois de um referendo contra a produção de energia atômica, na Itália (na sequência do desastre nuclear de Chernobyl em 1986), que ocorreu em 1987, a declaração de missão a ENEA em 1991 foi alterada e consequentemente, o seu nome completo, que se tornou Ente per le nuove tecnologie, l'energia e l'ambiente ("Agência para novas tecnologias, energia e ambiente").
Em janeiro de 1999, as metas para a agência foram redefinidas da seguinte forma:
- Realizar iniciativas que visam desenvolver, melhorar e promover a investigação e inovação, em consonância com a Itália, a UE e os compromissos internacionais em termos de eficiência energética, proteção ambiental e inovação tecnológica.
- Para apoiar a implementação dos processos de produção de alta tecnologia, especialmente através da promoção de demanda por pesquisa e tecnologia orientada para o reforço do desenvolvimento sustentável.
- Promover a transferência de tecnologia e desenvolvimentos nos domínios da eficiência energética e proteção ambiental para as administrações públicas e as empresas, de acordo com a legislação nacional e as directrizes da união europeia.
- Prover, mediante pedido, técnicos especializados e organizações de apoio às administrações públicas de promoção de iniciativas a nível internacional, nacional, regional e local, em todos os sectores abrangidos pela competência da ENEA.

Em julho de 2009, o parlamento italiano aprovou uma lei redefinindo a declaração de missão da ENEA, incluindo a volta da energia atômica, e contextualmente, mudando o seu nome para o atual.
Após o desastre nuclear de Fukushima Daiichi em 2011, um segundo referendo contra a produção de energia nuclear foi realizado, e passamos novamente. Como o papel da ENEA tornou-se contraditório com o resultado do referendo, foi reestruturada mais uma vez em julho de 2015, e sua missão foi alterada a fim de ser mais coerente com a política energética italiana.

## Centros de pesquisa
Além da sede em Roma, a ENEA tem os seguintes centros de pesquisa e laboratórios na Itália:
- Centro de Pesquisa de Bologna
- Centro de Pesquisa de Brasimone (perto de Bolonha)
- Centro de Pesquisa de Brindisi
- Centro de Pesquisa de Casaccia (Roma)
- Laboratório de Pesquisa de Faenza
- Centro de Pesquisa de Frascati
- Laboratório de Pesquisa de Ispra
- Centro de Pesquisa de Portici
- Centro de Pesquisa de Santa Teresa(Pozzuolo di Lerici, perto de La Spezia)
- Centro de Pesquisa de Saluggia
- Centro de Pesquisa de Trisaia(perto de Rotondella)